# Live in London (Deep Purple)
Live in London, pubblicato nel 1982, è un album live del gruppo rock britannico Deep Purple.

## Il disco
Pubblicato due anni prima della riunione di Perfect Strangers cattura i Deep Purple nella formazione Mark III subito dopo l'uscita dell'album Burn (1974).
I brani provengono quasi tutti da Burn.

## Tracce
1. Burn – 6:58 – (Blackmore-Lord-Paice-Coverdale)
2. Might just take your life – 4:51 – (Blackmore-Lord-Paice-Coverdale)
3. Lay down stay down – 5:11 – (Blackmore-Lord-Paice-Coverdale)
4. Mistreated – 11:34 – (Blackmore-Coverdale)
5. Smoke on the water – 10:33 – (Blackmore-Gillan-Glover-Lord-Paice)
6. You fool no one – 18:14 – (Blackmore-Lord-Paice-Coverdale)

## Formazione
- Ritchie Blackmore – chitarra
- David Coverdale – voce
- Glenn Hughes – basso, voce
- Jon Lord – tastiere
- Ian Paice – batteria